# Arquivos médico-coloniais

Arquivos médico-coloniais iniciou-se em janeiro de 1890 (após a publicação prévia do número programa,  em março de 1889) e terminou em julho do mesmo ano (periodicidade mensal), sempre sob responsabilidade da 2.ª secção da 1.ª repartição da Direção Geral do Ultramar, sendo o seu diretor, Henrique de Barros Gomes (na altura Ministro da Marinha e Ultramar) e  redator principal,  Manuel Ferreira Ribeiro.  Surge com o objetivo de reunir numa única publicação todos os estudos, procedimentos e progressos médicos aplicados na medicina colonial, destacando-se entre os temas tratados : doenças endémicas das colónias portuguesas, a questão da vacinação, relatórios e estatísticas de serviços de saúde, estudos antropométricos etc.